# Mayer Crags
Mayer Crags är en kulle i Antarktis. Den ligger i Västantarktis. Nya Zeeland gör anspråk på området. Toppen på Mayer Crags är 996 meter över havet.
Terrängen runt Mayer Crags är lite bergig. Trakten är obefolkad. Det finns inga samhällen i närheten.